# Xian de Wushan (Chongqing)
Pour les articles homonymes, voir Wushan.
Le xian de Wushan (en chinois 巫山县 ; en pinyin : Wūshān Xiàn) est une subdivision de la municipalité de Chongqing, située entre les provinces du Sichuan et du Hubei, en Chine.
La ville de Wushan est située sur la rive nord du Yangzi (Chang Jiang), à l'entrée de la gorge Wu, deuxième des Trois Gorges du Yangzi. Le site renommé des Trois petites gorges se trouve à proximité, dans la vallée du Daning (大宁河).

## Démographie
La population du district était de 584 665 habitants en 1999, et de 590 000 habitants en 2004.

## L'Homme de Wushan
En 1985, un fragment de mandibule fossile daté d'environ 2,5 millions d'années fut découvert dans le district de Wushan et dénommé Homme de Wushan.

Ce fossile appartient à la famille des hominidés, mais son attribution précise demeure débattue entre la sous-famille des ponginés et la sous-tribu des hominines, avec une appartenance possible au genre Homo.